# Noël-Nicolas Coypel
Nöel-Nicolas Coypel (Paris, 17 de novembro de 1690 – Paris, 14 de dezembro de 1734) foi um pintor francês. Pintou principalmente temas mitológicos, mas ele parece ter uma personalidade bastante tímida e sua insegurança fez que ele fosse ignorado por seus contemporâneos, apesar da qualidade de suas obras.
Foi o segundo filho de Noël Coypel e meio-irmão do pintor de Antoine Coypel, também foi tio de Charles-Antoine Coypel que se tornou pintor comentarista de arte e dramaturgo. Teve como assistente Jean-Baptiste-Siméon Chardin. Seu primeiro professor de pintura foi seu pai, suas maiores obras foram remakes de outros artistas, tornou-se um membro pleno em 1720 da Academia Real de Pintura e Escultura de Paris. Foi nomeado professor em 1733, mas morreu pouco depois em um acidente doméstico.